# Úvea
A úvea é constituída pelo conjunto da íris, membrana coróide e pelos processos ciliares.
A úvea, também denominada 'trato uveal, é constituída por três estruturas: a íris, o corpo ciliar e a coróide. A íris, o anel colorido que circunda a pupila, abre-se e fecha-se como a abertura da lente de uma máquina fotográfica. O corpo ciliar é o conjunto de músculos que tornam o cristalino, ora mais espesso para que o olho possa assestar os objetos mais próximos, ora mais fino para que aquele consiga focar-se nos objetos mais distantes. A coróide é o revestimento interno do olho, que se estende desde a margem dos músculos ciliares até o nervo óptico, localizado na parte posterior do olho.

## Uveíte
A uveíte é a inflamação de qualquer parte da úvea. A úvea pode inflamar-se parcial ou totalmente. A inflamação circunspecta a uma parte da úvea pode receber o nome da zona envolvida como, por exemplo, irite (inflamação da íris) ou coroidite (inflamação da coróide). A uveíte tem muitas causas possíveis, algumas delas limitadas ao olho, ao passo que há outras que afetam o corpo inteiro. Aproximadamente 40% dos indivíduos com uveíte apresentam alguma comorbidade, que também afeta órgãos de outras partes do corpo. Independentemente da etiologia, a uveíte pode lesar rapidamente o olho e produzir complicações a longo prazo, como sejam o glaucoma, as cataratas ou o descolamento retinal, entre outros.

### Sintomas e diagnóstico
Os primeiros sintomas de uveíte podem ser pouco perceptíveis. A visão pode tornar-se desfocada ou o indivíduo pode deparar-se com um quadro clínico de mosca volante (o aparecimento de pontos pretos flutuantes no campo de visão). A dor intensa, a hiperemia da esclera e a fotossensibilidade são particularmente comuns na irite. O médico pode ser capaz de observar vasos sanguíneos proeminentes na borda da íris, alterações da córnea e opacificação do humor vítreo. O médico estabelece o diagnóstico baseando-se nos sintomas e nos achados do exame físico.

### Tratamento
O tratamento, que deve ser iniciado o quanto antes, por molde minorar as possibilidade de ocorrência de lesões permanentes, inclui geralmente o uso de corticosteróides e de medicamentos pupilodilatadores. Outros medicamentos podem ser utilizados para tratar causas específicas, como será o caso, a título de exemplo, de medicamentos anti-infecciosos, subministrados para eliminar bactérias ou parasitas.